# Come Vasco Rossi
Come Vasco Rossi è una canzone di Gaia e Luna. Il brano è entrato nella classifica dei singoli più venduti in Italia il 1º giugno 2007, debuttando alla posizione numero 22. Come si può vedere dall'andamento del CD singolo in classifica, nella sottostante, i risultati di vendita sono stati abbastanza buoni e il disco ha sfiorato la Top 10.
Per quanto riguarda il download digitale, invece il brano ha avuto un successo sorprendente arrivando alla prima posizione il 25 maggio, ed in seguito l'8 giugno, e rimanendoci tre settimane. Il singolo ha scavalcato ai primi posti della classifica proprio Vasco Rossi con La compagnia. Questo avvenimento è stato protagonista di svariati articoli su riviste specializzate e non.

## Classifica di vendita
| Posizione | 22 | 13 | 35 | 16 | 38 | 38 | 44 | - | 50 | - | - | 39 | - |

## Classifica di download
| Posizione | 1 | 2 | 1 | 2 | 1 | 1 | 1 | 2 | 8 | 3 | 5 | 9 | 10 |